# Legge di Moseley

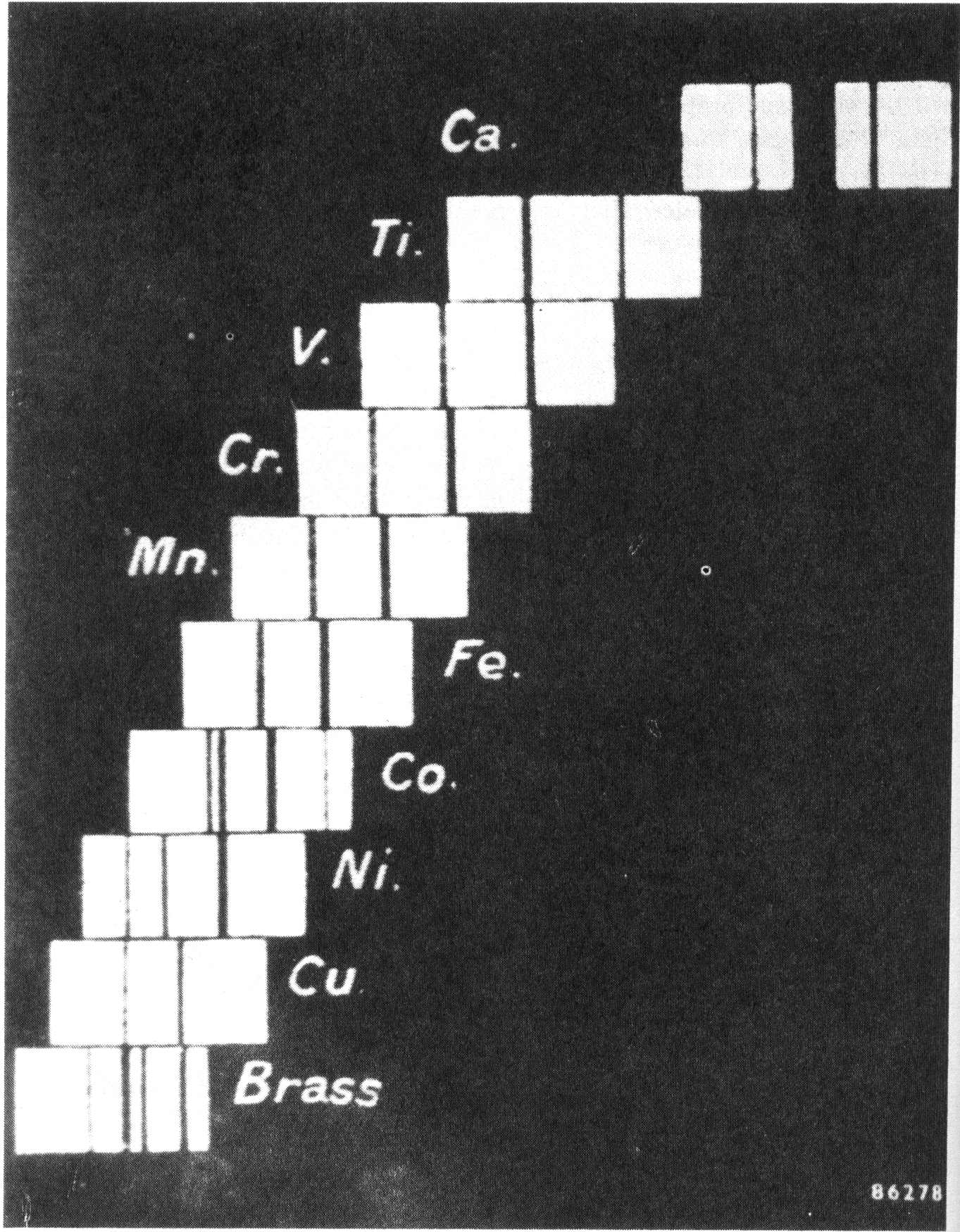
Registrazione fotografica delle righe K_{α} e K_{β} dovute all'emissione di raggi X da parte di alcuni elementi

La legge di Moseley, dal nome del fisico Henry Moseley che la enunciò nel 1913, è una relazione matematica empirica che esprime la dipendenza della frequenza dei raggi X emessi caratteristicamente da un elemento chimico in funzione del relativo numero atomico {\displaystyle Z}. La sua importanza, oltre che in campo spettroscopico, si estende storicamente alla possibilità di disporre gli elementi nella tavola periodica sulla base di una quantità fisica misurabile.

## Formulazione della legge
Osservando sperimentalmente le righe di emissione caratteristiche di diversi elementi chimici e riportando graficamente i dati, Moseley giunse a formulare la seguente legge:
{\displaystyle {\sqrt {\nu }}=k_{1}\cdot (Z-k_{2})}
dove {\displaystyle \nu } è la frequenza della riga di emissione dei raggi X, {\displaystyle Z} è il numero atomico, {\displaystyle k_{1}} e {\displaystyle k_{2}} sono rispettivamente la costante caratteristica della radiazione considerata e la costante di schermo, propria della serie considerata, funzione dell'effetto di schermo della carica nucleare {\displaystyle Z} prodotto dagli elettroni più vicini al nucleo. 
Per le righe della serie {\displaystyle K} si ha {\displaystyle k_{1}={\sqrt {\frac {3Rc}{4}}}} e {\displaystyle k_{2}=1}, dove {\displaystyle R} è la costante di Rydberg e {\displaystyle c} la velocità della luce.
La legge di Moseley può anche essere ricavata applicando il modello atomico di Bohr. L'energia legata alla transizione tra due differenti stati quantici può essere calcolata dall'equazione:
{\displaystyle E=h\nu =E_{i}-E_{f}={\frac {m_{e}q_{e}^{2}q_{Z}^{2}}{8h^{2}\varepsilon _{0}^{2}}}\left({\frac {1}{n_{f}^{2}}}-{\frac {1}{n_{i}^{2}}}\right)}
dove {\displaystyle m_{e}} è la massa dell'elettrone, {\displaystyle q_{e}} la carica dell'elettrone, {\displaystyle q_{Z}} la carica nucleare, {\displaystyle h} la costante di Planck, {\displaystyle \varepsilon _{0}} la costante dielettrica del vuoto, {\displaystyle n_{f}} e {\displaystyle n_{i}} i numeri quantici principali rispettivamente del livello finale e di quello iniziale.
Moseley introdusse un fattore correttivo per il calcolo della carica nucleare efficace, una costante in grado di rendere conto dell'effetto di schermo. Per esempio nel caso di una riga {\displaystyle K_{\alpha }} (transizione da {\displaystyle 2p} a {\displaystyle 1s}) originata da un atomo idrogenoide, si ottiene quindi:
{\displaystyle E=h\nu =E_{i}-E_{f}={\frac {m_{e}q_{e}^{4}(Z-1)^{2}}{8h^{2}\varepsilon _{0}^{2}}}\left({\frac {1}{1^{2}}}-{\frac {1}{2^{2}}}\right)={\frac {3}{4}}R_{Y}(Z-1)^{2}}
e tenendo conto che per l'energia di Rydberg vale la relazione {\displaystyle R_{Y}=hcR_{\infty }}, si ricava:
{\displaystyle \nu ={\frac {3}{4}}cR_{\infty }(Z-1)^{2}}
che arrangiata in forma lineare fornisce l'equazione dedotta sperimentalmente da Moseley.
Dopo l'abbandono del modello atomico di Bohr (a favore della descrizione più precisa degli orbitali atomici ottenuta dall'equazione di Schrödinger), la formula di Moseley è stata oggetto di successivi riesami critici e proposte di modifica per ottenere un migliore accordo con i dati sperimentali, in particolar modo per gli elementi con numero atomico più grosso che presentano discostamenti dovuti ad effetti relativistici. Ciò nonostante essa è tuttora enunciata nella sua forma originale in molti testi con finalità didattiche.